# Alexander Ramsay
Alexander Ramsay, właśc. Alexander Robert Maule Ramsay (ur. 29 maja 1881 w Londynie; zm. 8 października 1972 w Windlesham) – brytyjski arystokrata i wojskowy, oficer Royal Navy. Był mężem księżniczki Patrycji z Connaught, najmłodszego dziecka Artura, księcia Connaught i Starthearn. Służył z wyróżnieniem podczas I wojny światowej, a w latach 20. i 30. XX wieku pełnił szereg ważnych funkcji w brytyjskim lotnictwie morskim.

## Młodość i kariera wojskowa
Alexander Ramsay urodził się 29 maja 1881 w Londynie. Był trzecim synem Johna Ramsaya, 13. hrabiego Dalhousie i lady Idy Bennet. W 1894 wstąpił do Royal Navy i rozpoczął szkolenie jako kadet na żaglowcu HMS Britannia. Po jego ukończeniu został przydzielony do służby na pancerniku HMS „Majestic”, flagowym okręcie Channel Fleet pod dowództwem admirała Waltera Kerra. 29 maja 1900 otrzymał stopień porucznika marynarki. Na początku grudnia 1901 został przeniesiony na krążownik HMS Diadem, ale rozkaz ten cofnięto i przydzielono Ramsaya do służby na krążowniku HMS Grafton. W październiku 1911 został morskim aide-de-camp generalnego gubernatora Kanady Artura, księcia Connaught i Strathearn. W 1913 powrócił do czynnej służby jako oficer artyleryjski krążownika HMS Indefatigable, pełniącego służbę na Morzu Śródziemnym.
Po wybuchu I wojny światowej okręt, na którym służył Ramsay został skierowany do bombardowania z morza włoskich umocnień brzegowych. W listopadzie 1914 Alexander wziął udział w pierwszej fazie ostrzału fortów na Dardanelach, po której otrzymał stopień komandora porucznika. W 1916 został dowódcą II szwadronu, a w 1919 awansowano go na stopień komandora. W latach 1919–1922 pełnił funkcję  attaché morskiego w Paryżu.

## Małżeństwo

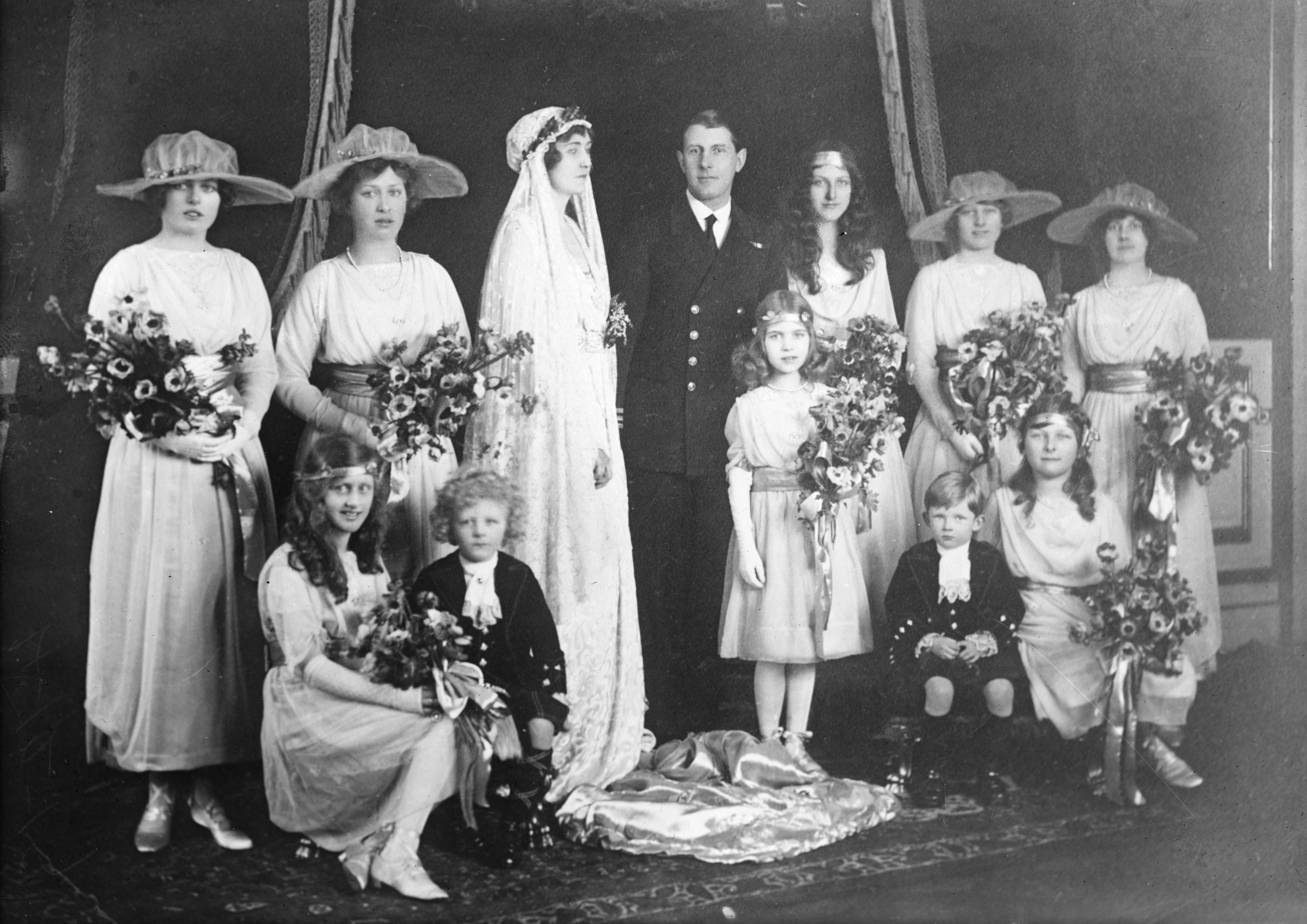
Wesele księżniczki Patrycji z Connaught z Czcigodnym Alexandrem Ramsayem

27 lutego 1919 poślubił w Opactwie Westminsterskim księżniczkę Patrycję z Connaught. W uroczystościach ślubnych wzięła udział cała rodzina królewska. Druhnami i drużbami byli: Maria i Helena Cambridge – córki Adolfa, 1. markiza Cambridge, księżniczka Maria – córka króla Jerzego V; Ida i Jean Ramsay – bratanice Alexandra, księżniczka Maud z Fife – młodsza córka Ludwiki, księżnej Fife, May Cambridge – córka Aleksandra, 1. hrabiego Althone, księżniczka Ingrid ze Szwecji, Alastair, hrabia Macduff – bratanek panny młodej oraz Simon Ramsay – bratanek Alexandra.
W dniu ślubu księżniczka Patrycja dobrowolnie zrzekła się predykatu Jej Królewskiej Wysokości i tytułu księżniczki Zjednoczonego Królestwa. Pomimo to małżonkowie byli zaliczani do rodziny królewskiej i uczestniczyli w uroczystościach państwowych i rodzinnych m.in.  ślubie Alberta, księcia Yorku z Elżbietą Bowes-Lyon w 1923, pogrzebie króla Jerzego V w 1936, ślubie księżniczki Elżbiety i księcia Filipa w 1947 i pogrzebie króla Jerzego VI w 1952.
Alexander i Patrycja mieli jednego syna – Alexandra (1919-2000).

## Dalsza służba w wojsku i emerytura
W 1928 Ramsay objął dowództwo lotniskowca HMS Furious. Otrzymał awans na kontradmirała w 1933 i przez kolejne pięć lat dowodził lotniskowcami floty. W latach 1936–1938 pełnił również funkcję komendanta głównego East Indies Station. W 1938 został mianowany Piątym Lordem Morskim i dowódcą Naval Air Service. Urzędy te piastował do wybuchu II wojny światowej. W grudniu 1939 został awansowany do stopnia admirała. Przeszedł na emeryturę, na własną prośbę, w 1942.
Sir Alexander Ramsay zmarł 8 października 1972 w swojej rezydencji Ribsden Holt w Windlesham w hrabstwie Surrey. Został pochowany na Royal Burial Ground w ogrodach zamkowych w Windsorze.

## Ordery i odznaczenia
- Order Wybitnej Służby – 1916
- Krzyż Komandorski z Gwiazdą Orderu Wiktoriańskiego – 1932
- Krzyż Komandorski Orderu Łaźni – 1934
- Krzyż Komandorski z Gwiazdą Orderu Łaźni – 1937
- Krzyż Wielki Orderu Wiktoriańskiego – 1938